# Osches
Osches är en kommun i departementet Meuse i regionen Grand Est (tidigare regionen Lorraine) i nordöstra Frankrike. Kommunen ligger i kantonen Souilly som tillhör arrondissementet Verdun. År 2022 hade Osches 59 invånare.

## Befolkningsutveckling
Antalet invånare i kommunen Osches
| Referens: INSEE |